# Glyphocyphidae
De Glyphocyphidae zijn een familie van uitgestorven zee-egels (Echinoidea) uit de orde Camarodonta. Deze traag bewegende epifaunale grazers leefden van het Krijt tot het Paleogeen (136,4 tot 48,6 miljoen jaar geleden).

## Geslachten
- Ambipleurus Lambert, 1932 †
- Arachniopleurus Duncan & Sladen, 1882 †
- Bandelicyphus Geys, 1992 †
- Dictyopleurus Duncan & Sladen, 1882 †
- Echinopsis L. Agassiz, 1840 †
- Eurysalenia Kier, 1966 †
- Glyphocyphus d'Archiac & Haime, 1853 †
- Hemidiadema L. Agassiz, 1846 †
- Rachiosoma Pomel, 1883 †
- Rhabdopleurus Cotteau, 1893 †